# Siltasaari (ö i Päijänne-Tavastland, Lahtis, lat 61,20, long 26,03)
Siltasaari är en ö i Finland.   Den ligger i kommunen Heinola i den ekonomiska regionen  Lahtis ekonomiska region  och landskapet Päijänne-Tavastland, i den södra delen av landet, 130 km nordost om huvudstaden Helsingfors.